# Taganrog
Taganrog (em russo Таганро́г) é uma cidade russa situada no nordeste do mar de Azov, no óblast de Rostov. É um porto marítimo no Golfo de Taganrog e tem actualmente uma população em torno de 300 000 habitantes.
A cidade foi fundada em 1698 por Pedro, o Grande. Foi aqui que, pela primeira vez, os fogos de artifício iluminaram o céu em honra as vitórias da marinha russa de Azov, a marinha criada por Pedro, o Grande. E como "a cidade natal de Anton Tchekhov", Taganrog foi um dos locais mais importantes à infância e à juventude do dramaturgo e escritor russo.
Hoje Taganrog é um centro importante de pesquisa, cultura e indústria na Rússia do sul. Tem uma rede vasta de estabelecimentos educacionais, contando com uma universidade de engenharia, um instituto de professores,  escolas técnicas e
vocacionais, assim como colégios. Distante de grandes cidades, é uma local situado em uma área rica em recursos naturais, tais como p. ex. seu clima, algo ideal para férias e descanso. Taganrog está situada na costa do mar a aproximadamente 45 milhas de Rostov do Don.
Toda uma história pode ser encontrada em torno de cada esquina em Taganrog. O teatro memorial, a biblioteca de Anton Tchekhov, diversos museus, tais como a casa onde nasceu Anton Tchekhov, o museu literário, o museu de Durov, o
museu da arte e o Museu de Estudos Regionais, este último instalado no magnífico Palácio Alferaki, já são  marcas da cultura russa. Taganrog é a cidade natal de Anton Tchekhov e de Faina Ranevskaya; os nomes de Alexandre S. Pushkin, Alexandre I da Rússia, Giuseppe Garibaldi, Pyotr Ilyich Tchaikovsky, Konstantin Paustovsky, Ivan Vasilenko, Victor Bregeda, Nestor Kukolnik, Achilles Alferaki, Arkhip Kuindzhi, Konstantin Savitsky e muitas outras personalidades famosas vêm à mente quando Taganrog é referida.
A cidade de Taganrog vem sendo palco de uma perseguição contra as Testemunhas de Jeová, onde 17 fiéis foram acusados de organizar e participar de atividades ilegais meramente por praticar sua fé.

## Galeria

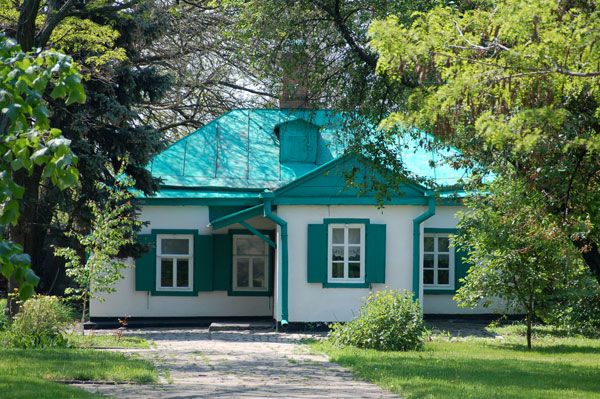
Nesta casa em Taganrog, construída em 1859, nasceu Anton Tchekhov, em 29 de Janeiro de 1860
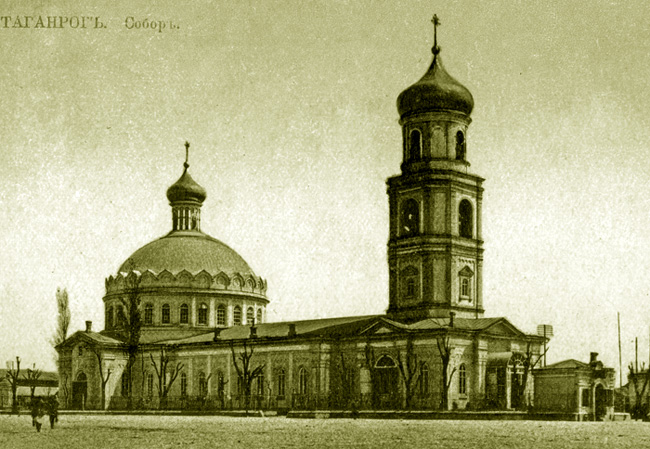
A Catedral da Assunção (1818 - 1938), onde Anton Chekhov foi batizado em 10 de Fevereiro de 1860.
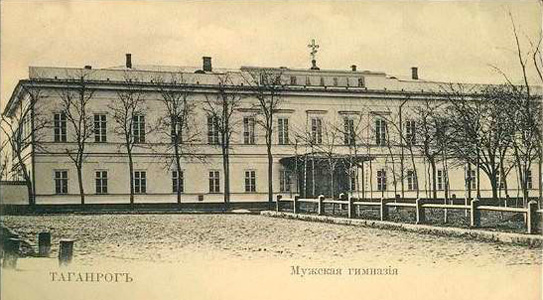
O liceu Anton Tchekhov (1809)
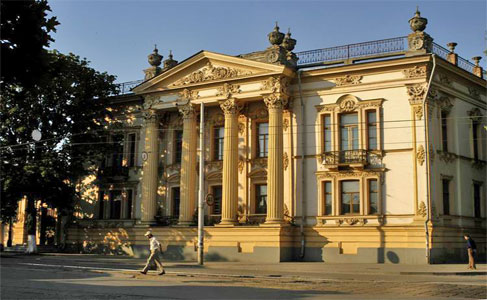
Fachada do Palácio Alferaki (1848), em Taganrog
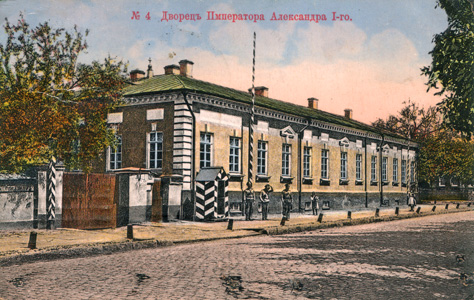
O palácio de Alexandre I da Rússia em Taganrog, onde o imperador
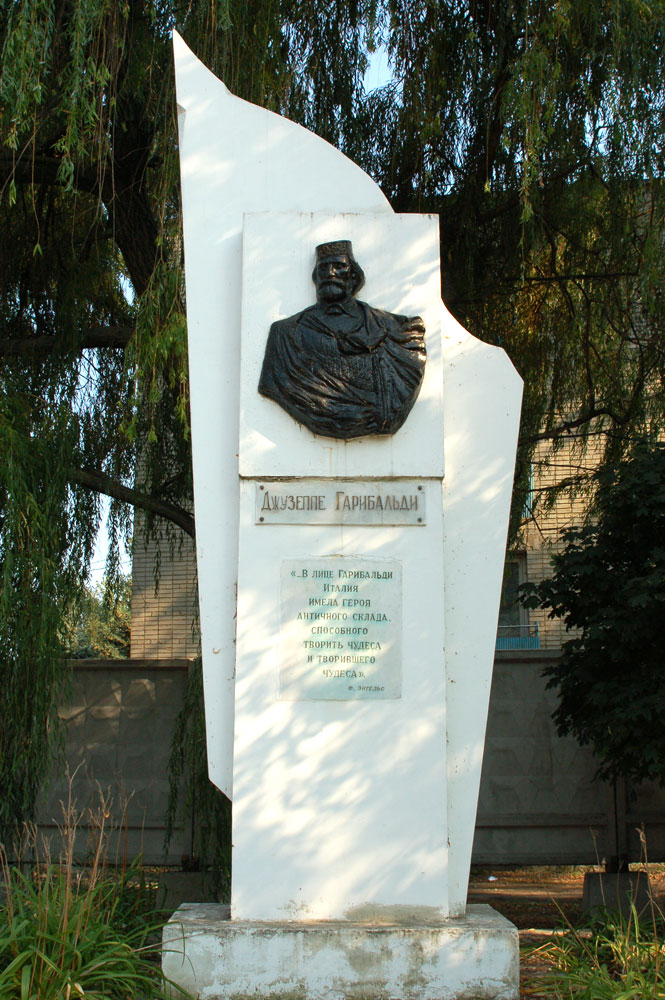
Monumento a Garibaldi (1961)
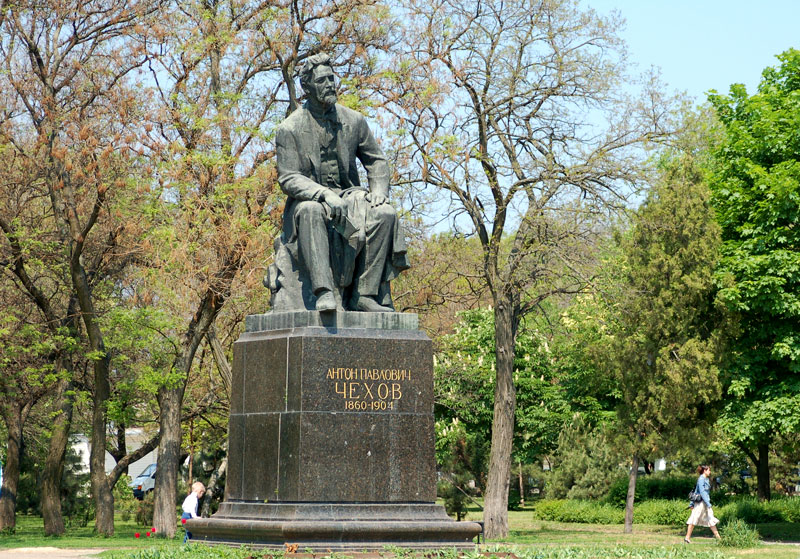
Monumento a Anton Tchekhov (1960)

## Cidades-irmãs
- Ucrânia→ Mariupol
- Ucrânia→ Khartsyzsk
- Alemanha→ Lüdenscheid
- Alemanha→ Badenweiler
- Bulgária→ Cherven Bryag
- China→ Jining
- Chipre→ Famagusta
- Bielorrússia→ Pinsk

## Esporte
A cidade de Taganrog é a sede do Estádio Torpedo e do FC Torpedo Taganrog, que participou do Campeonato Russo de Futebol.